# Division I i ishockey 1963/1964
Division I i ishockey 1963/1964 var den tjugonde säsongen med Division I som högsta serie inom ishockeyn i Sverige. Serien bestod av sexton lag indelade i två grupper som båda spelades som dubbelserier om fjorton omgångar, d.v.s. alla lag möttes två gånger, en gång på hemmaplan och en gång på bortaplan. De fyra lag som placerade sig högst i respektive grupp gick vidare till mästerskapsserien för spel om titeln svenska mästare. Övriga lag gick vidare till kvalificeringsserien där de fyra sämst placerade lagen flyttades ner till Division II. Mästerskapsserien och kvalificeringsserien spelades som enkelserier, d.v.s. lagen mötte varandra en gång. 
Mästerskapsserien vanns av Brynäs IF från Gävle som gick obesegrade genom serien. Det var första gången de blev svenska mästare och de bröt därmed Djurgårdens sexåriga svit med SM-guld. Norrgruppen vanns denna säsong av Leksand före Modo (tidigare Alfredshems IK). Skellefteå och Strömsbro gick också vidare till mästerskapsserien. I södra gruppen vann Västra Frölunda för andra året i rad. Brynäs, Djurgården och Södertälje gick också vidare till mästerskapsserien.
Publiksiffrorna gick ner jämför med förra säsongen. Totalt såg 662 430 personer matcherna i Division I säsongen 1963/64 vilket var nästan 90 000 färre än säsongen 1962/63. TV-sändningarna från Olympiska spelen antogs vara en del av förklaringen. Störst publik drog Djurgården, Frölunda och Leksand (i fallande ordning). AIK drog största hemmapublik i grundserien men förlorade på att inte gå vidare till mästerskapsserien. Modo stod för den största ökningen, ca 15 000 fler åskådare än föregående säsong.

## Division I Norra
| Nr | Lag                | S  | V | O | F  | GM | IM | MS  | P  |
| -- | ------------------ | -- | - | - | -- | -- | -- | --- | -- |
| 1  | Leksands IF        | 14 | 8 | 3 | 3  | 61 | 40 | +21 | 19 |
| 2  | Modo AIK           | 14 | 7 | 5 | 2  | 45 | 36 | +9  | 19 |
| 3  | Skellefteå AIK     | 14 | 8 | 2 | 4  | 59 | 38 | +21 | 18 |
| 4  | Strömsbro IF       | 14 | 7 | 3 | 4  | 63 | 50 | +13 | 17 |
| 5  | AIK                | 14 | 7 | 2 | 5  | 53 | 51 | +2  | 16 |
| 6  | Wifsta/Östrands IF | 14 | 6 | 1 | 7  | 57 | 49 | +8  | 13 |
| 7  | Clemensnäs IF      | 14 | 1 | 5 | 8  | 40 | 64 | −24 | 7  |
| 8  | Gävle GIK          | 14 | 1 | 1 | 12 | 42 | 92 | −50 | 3  |

## Division I Södra
| Nr | Lag                | S  | V  | O | F  | GM | IM  | MS  | P  |
| -- | ------------------ | -- | -- | - | -- | -- | --- | --- | -- |
| 1  | Västra Frölunda IF | 14 | 11 | 1 | 2  | 91 | 41  | +50 | 23 |
| 2  | Brynäs IF          | 14 | 11 | 0 | 3  | 95 | 48  | +47 | 22 |
| 3  | Djurgårdens IF     | 14 | 10 | 0 | 4  | 80 | 49  | +31 | 20 |
| 4  | Södertälje SK      | 14 | 8  | 2 | 4  | 68 | 42  | +26 | 18 |
| 5  | Västerås IK        | 14 | 7  | 0 | 7  | 73 | 74  | −1  | 14 |
| 6  | IK Viking          | 14 | 3  | 2 | 9  | 43 | 82  | −39 | 8  |
| 7  | KB 63              | 14 | 2  | 2 | 10 | 38 | 76  | −38 | 6  |
| 8  | Östers IF          | 14 | 0  | 1 | 13 | 35 | 111 | −76 | 1  |

## Kvalificeringsserien
Av nykomlingarna höll sig Strömsbro (Gävle) och Viking (Hagfors) kvar i serien till nästa säsong. Det skedde på bekostnad av tidigare svenska mästarna Gävle GIK och KB63, som var en sammanslagning mellan IFK Bofors och Karlskoga IF som skett sedan förra säsongen. Clemensnäs (Skellefteå) och Öster (Växjö) flyttades ner till Division II igen efter en säsong i högsta serien.
| Nr | Lag                | S | V | O | F | GM | IM | MS  | P  |
| -- | ------------------ | - | - | - | - | -- | -- | --- | -- |
| 1  | Västerås IK        | 7 | 6 | 0 | 1 | 35 | 22 | +13 | 12 |
| 2  | AIK                | 7 | 3 | 2 | 2 | 31 | 17 | +14 | 8  |
| 3  | Wifsta/Östrands IF | 7 | 4 | 0 | 3 | 23 | 28 | −5  | 8  |
| 4  | IK Viking          | 7 | 3 | 1 | 3 | 39 | 21 | +18 | 7  |
| 5  | Clemensnäs IF      | 7 | 3 | 0 | 4 | 30 | 33 | −3  | 6  |
| 6  | Gävle GIK          | 7 | 2 | 2 | 3 | 28 | 32 | −4  | 6  |
| 7  | KB 63              | 7 | 2 | 1 | 4 | 22 | 30 | −8  | 5  |
| 8  | Östers IF          | 7 | 2 | 0 | 5 | 29 | 44 | −15 | 4  |

## Svenska mästerskapsserien
För första gången på sex år blev ett annat lag är Djurgården svenska mästare. Brynäs gick överraskande obesegrade genom serien och slog favoriterna Djurgården och Frölunda med klara 8–1 respektive 2–10. I femte omgången stod ett viktigt avgörande då Leksand tog emot Brynäs hemma. Lagen toppade serien med samma poäng och Brynäs seger med 2–4 lade grunden för guldet. Inför sjätte omgången kunde Leksand fortfarande teoretiskt vinna, men oavgjort mot Modo samtidigt som Brynäs besegrade Skellefteå avgjorde mästerskapet slutgiltigt.
| Nr | Lag                | S | V | O | F | GM | IM | MS  | P  |
| -- | ------------------ | - | - | - | - | -- | -- | --- | -- |
| 1  | Brynäs IF          | 7 | 7 | 0 | 0 | 40 | 15 | +25 | 14 |
| 2  | Leksands IF        | 7 | 5 | 1 | 1 | 39 | 18 | +21 | 11 |
| 3  | Södertälje SK      | 7 | 4 | 0 | 3 | 28 | 21 | +7  | 8  |
| 4  | Västra Frölunda IF | 7 | 4 | 0 | 3 | 29 | 25 | +4  | 8  |
| 5  | Djurgårdens IF     | 7 | 3 | 1 | 3 | 33 | 40 | −7  | 7  |
| 6  | Modo AIK           | 7 | 1 | 1 | 5 | 23 | 31 | −8  | 3  |
| 7  | Strömsbro IF       | 7 | 1 | 1 | 5 | 17 | 42 | −25 | 3  |
| 8  | Skellefteå AIK     | 7 | 1 | 0 | 6 | 18 | 35 | −17 | 2  |